# Usquil
Usquil, fundada como San Pedro y San Pablo de Usquil en 1555, es una ciudad peruana capital del distrito homónimo ubicado la provincia de Otuzco en el departamento de La Libertad. Se ubica aproximadamente a unos 170 km al Noreste de la ciudad de Trujillo.